# Chemnitz-Kapellenberg
Der Chemnitzer Stadtteil Kapellenberg entstand 1992/93 nach einem Beschluss des Stadtrats im Zuge der Neugliederung der Stadtteile. Er ist benannt nach der gleichnamigen 331,1 m hohen Erhebung zwischen dem Chemnitzfluss und der Stollberger Straße. An diesen nur rund 1,1 km² großen Stadtteil grenzen die Chemnitzer Innenstadt sowie die Stadtteile Altchemnitz, Helbersdorf, Kappel und Kaßberg. Der Stadtteil liegt überwiegend in der Gemarkung Chemnitz, zu einem geringen Teil auf der von Kappel. Er umfasst Teile der früher selbstständigen Gemeinde Niklasgasse, der späteren Nikolaivorstadt.
Im Stadtteil Kapellenberg befinden sich der nördliche Teil des Stadtparks, der hier seinen historischen Anfang nahm, die „Villa Esche“ an der Haydnstraße, die im Jahr 2002 eingeweihte Synagoge der Jüdischen Gemeinde Chemnitz an der Stollberger Straße sowie das Museum für sächsische Fahrzeuge in den historischen Stern-Garagen an der Zwickauer Straße.

## Geschichte

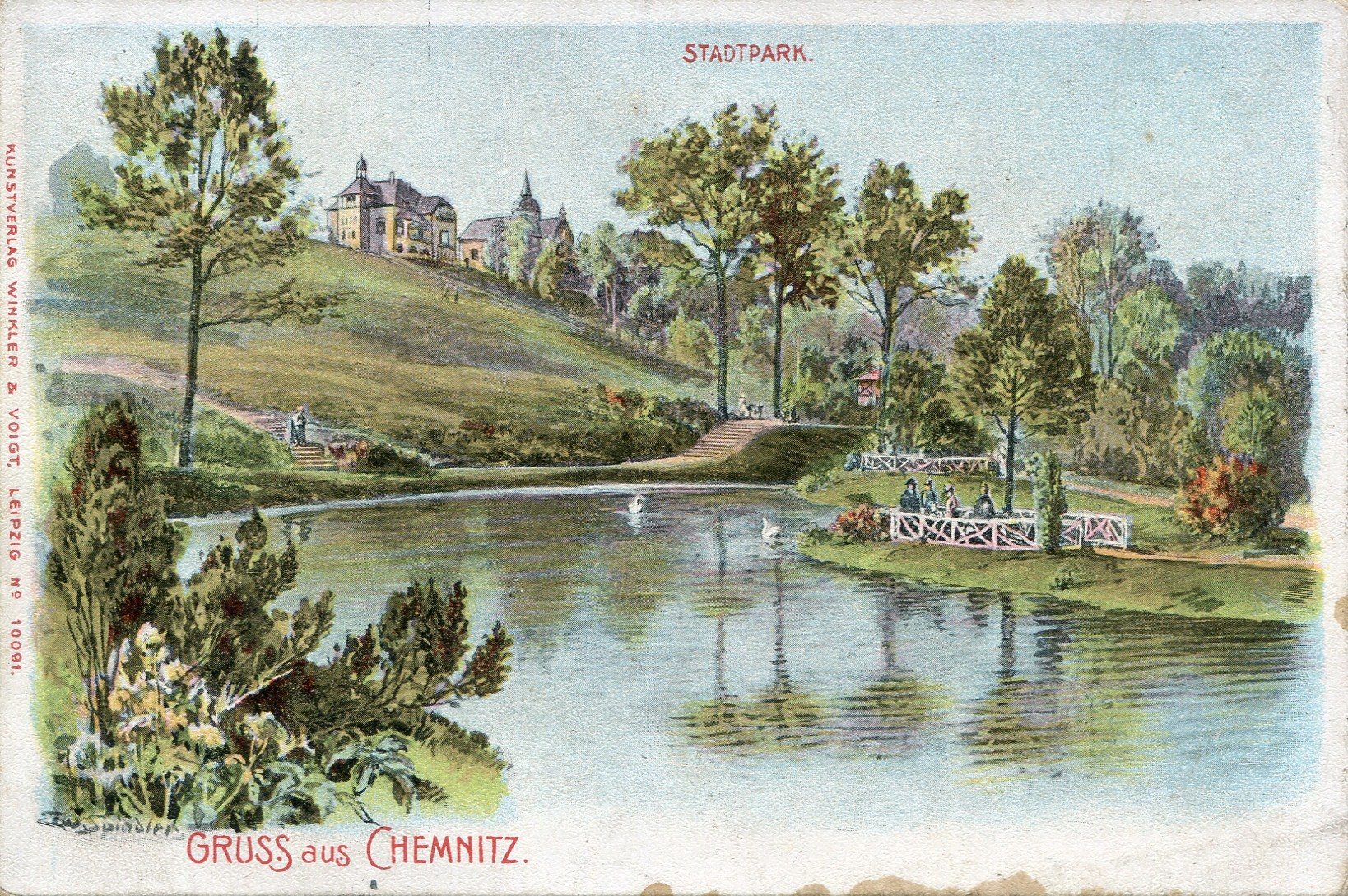
Historische Ansicht des Stadtparks mit der Anhöhe des Kapellenbergs und beginnender Bebauung entlang der Parkstraße im Hintergrund

Die Geschichte des Stadtteils Kapellenberg ist dicht verbunden mit der des ehemaligen „Stollberger Viertels“, wie dieses Gebiet einst genannt wurde. Hier siedelten sich gegen Ende des 19. Jahrhunderts gut betuchte Chemnitzer Bürger (meist Fabrikbesitzer) an und ließen entlang der Parkstraße Villen errichten. So steht z. B. an der Einmündung zur Haydnstraße die wohl bekannteste Chemnitzer Villa. Das heute als Villa Esche bekannte Gebäude wurde für den Industriellen Herbert Esche in den Jahren 1902/03 von dem Belgier Henry van de Velde im Jugendstil errichtet. Dieser erweiterte 1911 das Gebäude an seiner Nordseite und gestaltete den angrenzenden Park. Unweit des Goetheplatzes befand sich ein ebenfalls von van de Velde 1906 errichtetes Tennisclubgebäude. Dieses wurde zugunsten von neuen Wohnhäusern, die rings um den Goetheplatz in den 1960er Jahren entstanden, abgebrochen. Ebenso überstanden die Gebäude der „Zimmermannschen Naturheilanstalt“ und die eines Sanatoriums den Zweiten Weltkrieg nicht.

## Verkehr

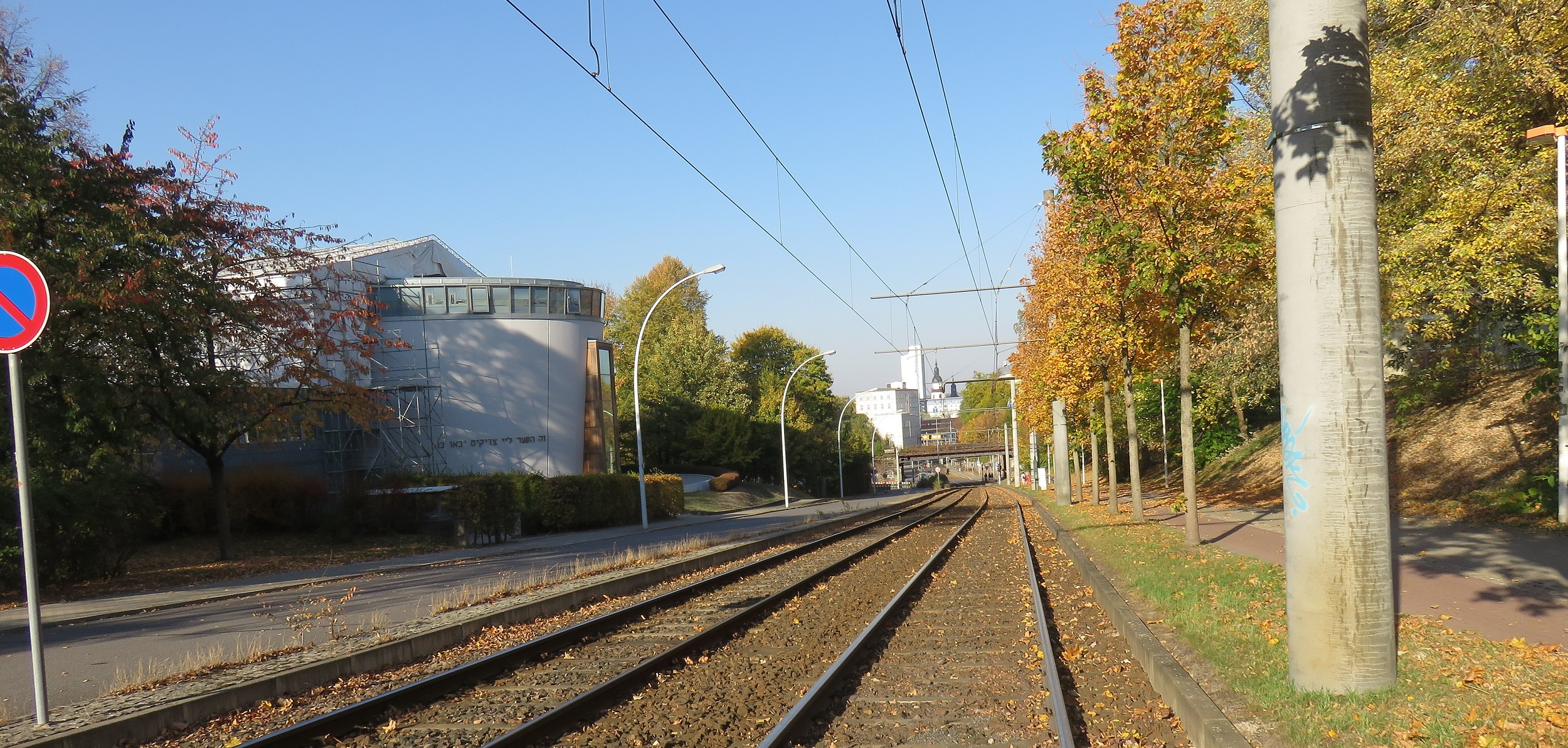
Die Stollberger Straße als zentrale Verkehrsachse des Kapellenbergs im Oktober 2018, Blick Richtung Zentrum. Links im Bild die Neue Synagoge.

Auf der durch Kapellenberg führenden Stollberger Straße verkehrt die Straßenbahnlinie 4 der CVAG, im Zuge der Zwickauer Straße am nordwestlichen Rand des Stadtteils die Linie 1.
Im Norden des Stadtteils verläuft die Bahnstrecke Dresden–Werdau. Im Zuge des Ausbaus des „Chemnitzer Bahnbogens“ wurde im Jahr 2021 der Haltepunkt Chemnitz Mitte (ursprünglich die Haltestelle Nicolaivorstadt, vereinzelt auch Nikolaibahnhof) von der Kreuzung Neefestraße / Reichsstraße (seit 1906) wieder an seinen ursprünglichen Standort von 1860 an der Stollberger Straße verlegt. Im Nordosten bildet die Bahnstrecke zugleich die Grenze zum Stadtteil Zentrum.
Die südlich der Bahnstrecke verlaufende Neefestraße hatte vor dem Umbau der Kappler Drehe noch den Status einer Bundesstraße (B 173).